# Bouzancourt
Bouzancourt ist eine französische Gemeinde mit 71 Einwohnern (Stand: 1. Januar 2022) im Département Haute-Marne in der Region Grand Est. Sie gehört zum Kanton Joinville und zum Arrondissement Saint-Dizier. 

## Lage
Die Gemeinde liegt am Fluss  Blaise. Sie ist umgeben von folgenden Nachbargemeinden:
|           | Cirey-sur-Blaise                            | Leschères-sur-le-Blaiseron |
| Beurville | Kompassrose, die auf Nachbargemeinden zeigt | Ambonville                 |
|           | Daillancourt                                | Guindrecourt-sur-Blaise    |

## Bevölkerungsentwicklung

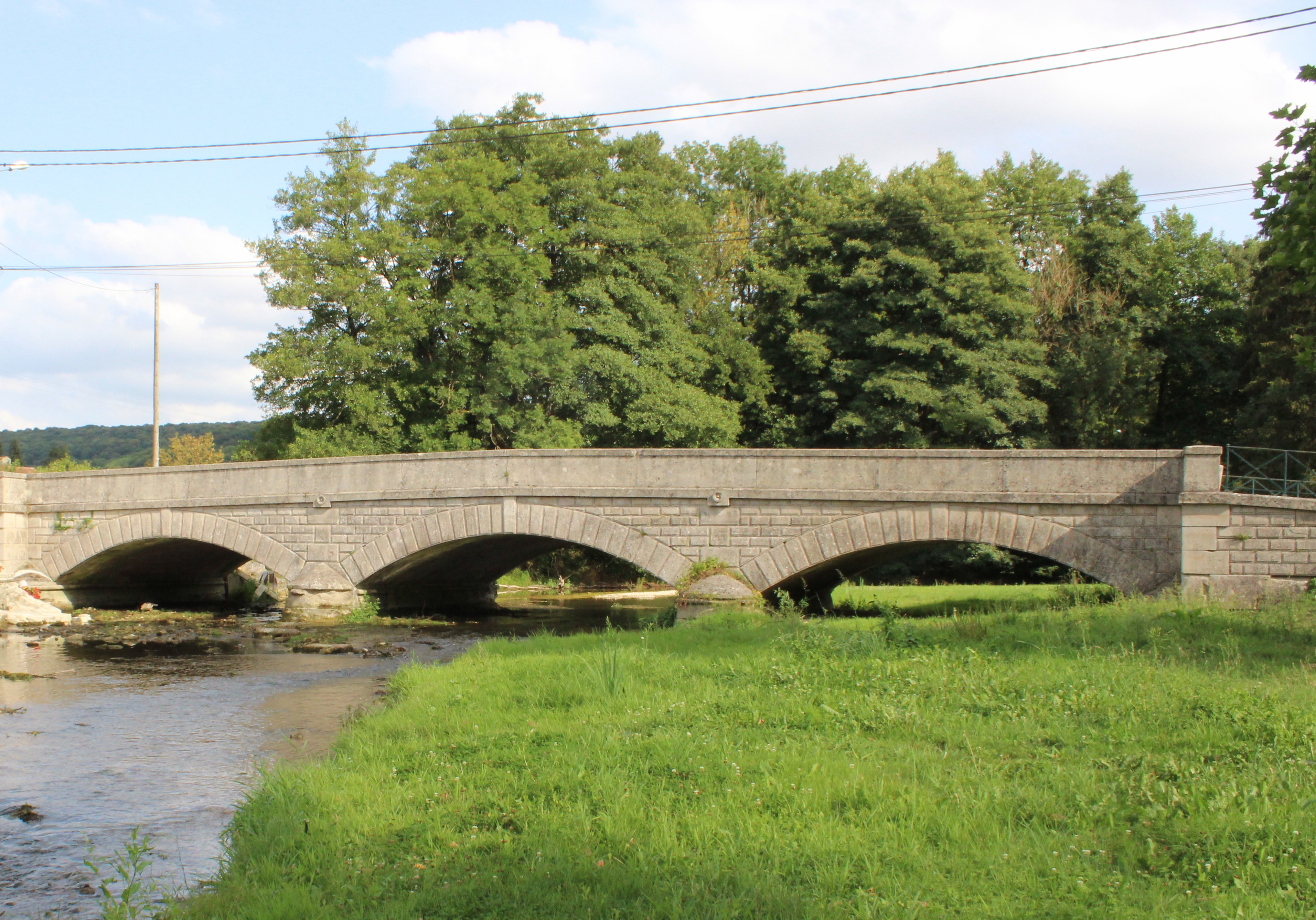
Brücke über die Blaise

| Jahr                       | 1962 | 1968 | 1975 | 1982 | 1990 | 1999 | 2008 | 2018 |
| -------------------------- | ---- | ---- | ---- | ---- | ---- | ---- | ---- | ---- |
| Einwohner                  | 114  | 100  | 81   | 55   | 69   | 71   | 59   | 65   |
| Quellen: Cassini und INSEE |      |      |      |      |      |      |      |      |